# Bruinzwarte vuurzwam
De bruinzwarte vuurzwam (Phellinopsis conchata) is een schimmel behorend tot de familie Hymenochaetaceae. Hij leeft parasitair op stammen van dode of levende loofbomen, die via wonden worden geïnfecteerd. Het gevolg is witrot van het hout. De zwam komt vooral voor op wilg (Salix) of populier (Populus) en zelden op haagbeuk, vlier, sering, iep, esdoorn of els. Hij komt vooral voor in gemengde bossen op kalkhoudende bodem.

## Kenmerken

### Uiterlijke kenmerken
De bruinzwarte vuurzwam is meerjarig. De typische vorm van het vruchtlichaam is een bruinzwarte, soms concentrisch gegroefde, solitair of dakpansgewijs gerangschikte consolevormige hoed met een korstvormig deel dat op de ondergrond groeit. Een hoed is tot 15 cm breed, wat minder diep en bij de aanhechting aan het substraat tot 4 cm dik. De zijde met fijne gaatjes (5-6 poriën per mm) en relatief dikke tussenwanden is geelbruin. De hoeden zijn vaak gereduceerd tot hoedranden, met een op het substraat aflopende poriënlaag en het vruchtlichaam kan ook geheel korstvormig (resupinaat) groeien. Meerjarige vruchtlichamen vertonen tot 2 mm dikke onduidelijk gescheiden roestbruine buisjeslagen. Het hele vruchtlichaam kleurt zwart in KOH. De zwam heeft geen opvallende geur.

### Microscopische kenmerken
Microscopische kenmerken zijn de combinatie van relatief lange hymeniale setae (20-50 µm) en de bijna-ronde (subglobose) sporen die geen dextrinoïde reactie vertonen. De basidia zijn knotsvormig, met vier sterigmata en een eenvoudige basale sluiting. De basidioles zijn qua vorm vergelijkbaar met de basidia, maar kleiner. Breed-ellipsvormige sporen, aanvankelijk hyaliene, lichtgeel met ouderdom, vrij dikwandig, glad, met afmetingen (4,9) 5–6 (6,2) × (3,9) 4,1–5 (5,1) μm

## Verspreiding
De bruinzwarte vuurzwam wordt gevonden in Noord-Amerika, Europa, Azië en Australië. Hij is wijdverspreid in Europa.
In Nederland en België komt de bruinzwarte vuurzwam vrij algemeen voor. Hij is niet bedreigd.